# 红头紫珠
红头紫珠（学名：Callicarpa kotoensis）为马鞭草科紫珠属的植物，为台灣的特有植物。分布于台灣本島，目前尚未由人工引种栽培。